# Fabrizio Gorin
Fabrizio Gorin (Venezia, 21 febbraio 1954 – Genova, 13 settembre 2002) è stato un allenatore di calcio e calciatore italiano, di ruolo difensore o centrocampista, anche noto come Gorin II per la contemporanea presenza in attività del suo fratello maggiore Duino.
Campione d'Italia nel 1976 con il Torino, morì a 48 anni per leucemia fulminante a Genova, città in cui risiedeva e dove lavorava come allenatore.

## Caratteristiche tecniche
Giocava come terzino destro o mediano difensivo.

## Carriera

### Giocatore

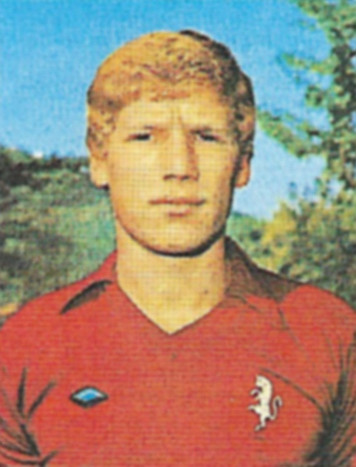
Gorin al Torino nel 1975

Nativo della frazione veneziana di Pellestrina, mosse i primi passi calcistici nel Mestre, segnalandosi subito come un giovane molto promettente. Fece un provino con la Juventus con esito però negativo. Acquistato nel 1973 dal L.R. Vicenza seppe mostrare tutto il suo valore in Serie A, dimostrando che la squadra bianconera aveva decisamente sbagliato valutazione su di lui. Fece due stagioni maglia biancorossa con la soddisfazione di guadagnare gradualmente il posto da titolare inamovibile, attirando l'attenzione dei grandi club.
Se lo accaparrò infatti il Torino, che puntò su di lui per rinforzare la difesa. Partito come titolare, a causa di un infortunio perse però il posto a favore di Nello Santin. Allo storico Scudetto granata del 1976 Gorin contribuì comunque con dodici presenze e la rete decisiva nella vittoria interna contro l'Inter, dimostrandosi giocatore di grande utilità e capace di adattarsi a diverse situazioni tattiche.
Dopo altre due stagioni in granata sempre come rincalzo, nell'annata 1978-1979 passò in Serie B al Genoa, ove trovò la sua dimensione ideale indossando la maglia rossoblù; passò poi al Palermo, al Prato e infine al Fano. Concluse la sua carriera di calciatore nel Pontedecimo, a Genova, dove intraprese l'attività di allenatore.
In carriera ha totalizzato complessivamente 97 presenze e 3 reti in Serie A, e 114 presenze e 3 reti in Serie B.

### Dopo il ritiro
Una volta conclusa la carriera sportiva, e stabilitosi a Genova, Gorin intraprese la carriera di allenatore, prima nel Pontedecimo passando poi alla Sammargheritese; successivamente allenò l'Entella Bacezza di Chiavari e l'Angelo Baiardo di Genova, per passare poi nello staff dello Spezia come vice del suo vecchio compagno di squadra, Claudio Onofri; in seguito assunse il ruolo di primo allenatore quando Onofri si trasferì. Allenò poi la Massese. Rientrò infine nel Genoa per allenare nei settori giovanili. In seguito divenne secondo allenatore della prima squadra, nuovamente come vice di Onofri.
Morì a 48 anni a causa di leucemia fulminante che aveva contratto appena due mesi prima. Sulla sua morte indagò il procuratore torinese Raffaele Guariniello, nell'ambito delle morti sospette di alcuni calciatori.

## Palmarès

### Giocatore

#### Competizioni nazionali
- Campionato italiano: 1

Torino: 1975-1976

#### Competizioni regionali
- Promozione: 1

Pontedecimo: 1988-1989 (girone B)